# Caprese
Se även staden Caprese Michelangelo

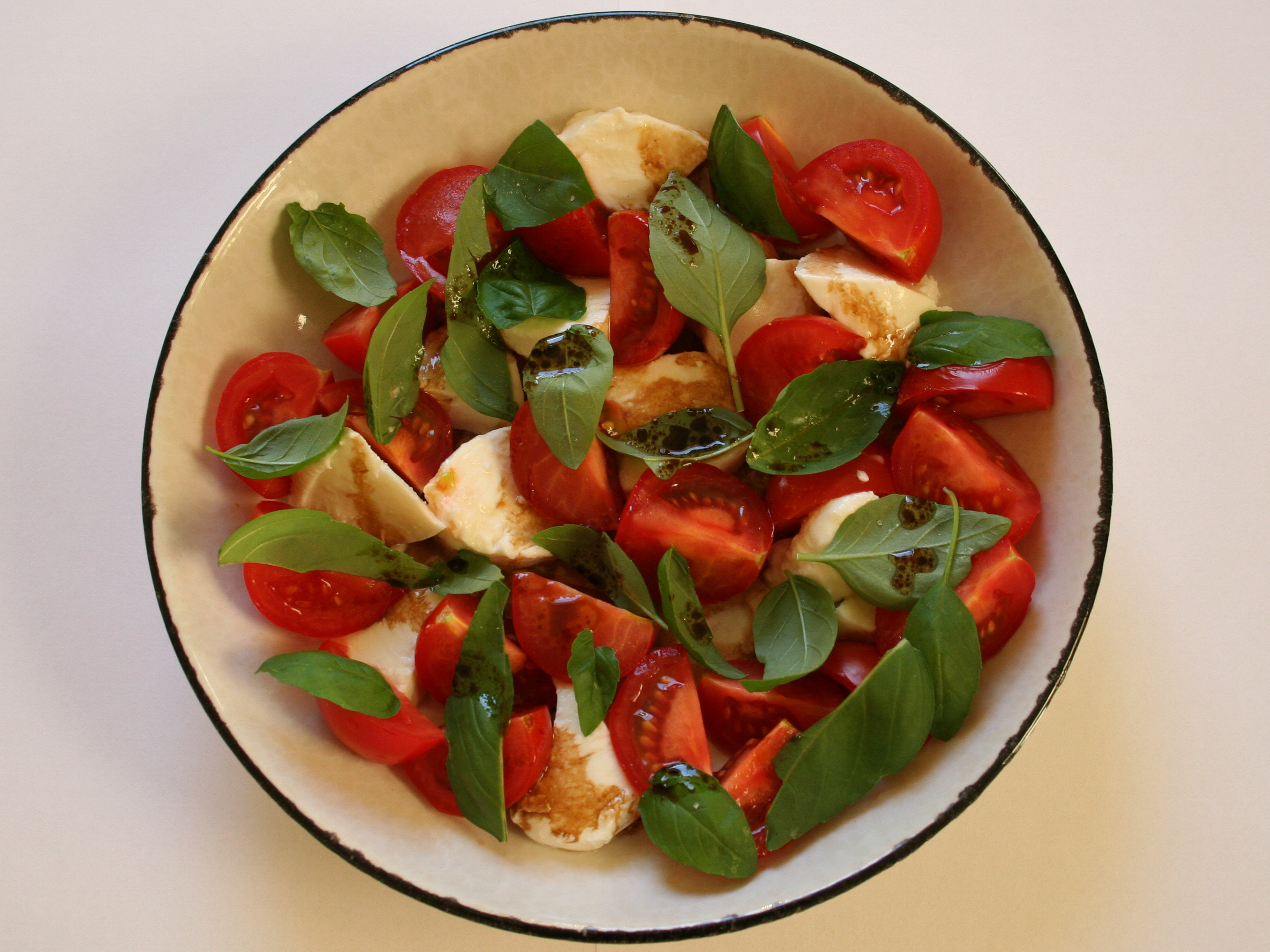
Caprese

Insalata Caprese eller sallad Caprese, är en italiensk maträtt som görs av mozzarella, tomater, basilika och olivolja. Sallad Caprese serveras ofta som en antipasto.
Namnet Caprese betyder "från Capri". 